# Euselasia kartopus
Espèce
Euselasia kartopus est un insecte lépidoptère appartenant à la famille  des Riodinidae et au genre Euselasia.

## Dénomination
Euselasia kartopus a été décrit par Hans Ferdinand Emil Julius Stichel en 1919.

## Description
Euselasia kartopus est sur le dessus de couleur noire, avec des plages suffusée de rouges aux ailes antérieures.
Le revers est de couleur ocre beige avec une ligne rouge foncé qui sépare les ailes antérieures et les ailes postérieures en deux. Une ornementation submarginale est constituée aux ailes antérieures d'une discrète ligne de chevrons rouge foncé et aux ailes postérieures de chevrons noirs bordés de blanc.

## Biologie
Sa biologie n'est pas connue.

## Écologie et distribution
Euselasia kartopus est présent en Amérique du Sud sous forme de deux isolats, l'un en Bolivie et au Pérou, l'autre en Guyane.